# A Klase 1961-1962
L'edizione 1961–1962 dell'A Klase fu la diciottesima come campionato della Repubblica Socialista Sovietica Lituana; il campionato fu vinto dall'Atletas Kaunas, giunto al suo 1º titolo.

## Formula
Come nella stagione precedente, il campionato fu diviso in due fasi : la prima fase prevedeva due gironi, entrambi formati da dodici squadre, per un totale di 24 squadre. In entrambi i gironi si disputarono gare di andata e ritorno per un totale di 22 incontri per squadra.
Stavolta, però, nella seconda fase le squadre classificate ai primi quattro posti dei rispettivi gironi disputavano un torneo ad otto, in cui ciascuna delle squadre affrontava le quattro dell'altro girone in gare di sola andata, conservando il punteggio acquisito nella prima fase; tutte le altre si affrontarono in gare di andata e ritorno per le posizioni dalla nona in giù. Ad esempio le due quinte si affrontarono per decidere la nona posizione assoluta, le due seste per l'undicesima posizione e così via.
Anche questo campionato fu giocato sul formato europeo (inizio in autunno, conclusione in primavera). Non erano previste retrocessioni.

## Prima fase

### Girone 1

#### Classifica finale
| Pos. | Squadra                      | Pt | G  | V  | N | P  | GF | GS | DR  |
| ---- | ---------------------------- | -- | -- | -- | - | -- | -- | -- | --- |
| 1.   | Inkaras Kaunas               | 34 | 22 | 14 | 6 | 2  | 58 | 15 | +43 |
| 2.   | Elnias Šiauliai              | 31 | 22 | 12 | 7 | 3  | 49 | 27 | +22 |
| 3.   | Cementininkas Naujoji Akmenė | 31 | 22 | 12 | 7 | 3  | 36 | 22 | +14 |
| 4.   | Politechnika Kaunas          | 26 | 22 | 11 | 4 | 7  | 49 | 33 | +16 |
| 5.   | Linų audiniai Plungė         | 25 | 22 | 9  | 7 | 6  | 43 | 26 | +17 |
| 6.   | Dainava Alytus               | 22 | 22 | 9  | 4 | 9  | 33 | 39 | -6  |
| 7.   | Nevėžis Kėdainiai            | 19 | 22 | 8  | 3 | 11 | 38 | 47 | -9  |
| 8.   | Tauras                       | 19 | 22 | 7  | 5 | 10 | 42 | 51 | -9  |
| 9.   | Mastis Telšiai               | 15 | 22 | 5  | 5 | 12 | 36 | 43 | -7  |
| 10.  | Audra Klaipėda               | 15 | 22 | 4  | 7 | 11 | 25 | 55 | -30 |
| 11.  | Aušra Vilnius                | 14 | 22 | 4  | 6 | 12 | 23 | 46 | -23 |
| 12.  | Baldininkas Ukmergė          | 13 | 22 | 4  | 5 | 13 | 32 | 62 | -40 |

#### Verdetti
- Qualificate al Girone per il titolo: Inkaras Kaunas, Elnias Šiauliai, Cementininkas Naujoji Akmenė e Politechnika Kaunas

### Girone 2

#### Classifica finale
| Pos. | Squadra                    | Pt | G  | V  | N | P  | GF | GS | DR  |
| ---- | -------------------------- | -- | -- | -- | - | -- | -- | -- | --- |
| 1.   | Atletas Kaunas             | 36 | 22 | 16 | 4 | 2  | 60 | 18 | +42 |
| 2.   | Granitas Klaipėda          | 34 | 22 | 15 | 4 | 3  | 57 | 22 | +35 |
| 3.   | Lima Kaunas                | 32 | 22 | 15 | 2 | 5  | 52 | 27 | +25 |
| 4.   | Metalas Vilkaviškis        | 25 | 22 | 10 | 5 | 7  | 35 | 34 | +1  |
| 5.   | Maistas Panevėžys          | 22 | 22 | 10 | 2 | 10 | 63 | 37 | +26 |
| 6.   | Audiniai Kaunas            | 21 | 22 | 9  | 3 | 10 | 38 | 41 | -3  |
| 7.   | Elfa Vilnius               | 21 | 22 | 8  | 5 | 9  | 35 | 53 | -18 |
| 8.   | Šešupė Kapsukas            | 19 | 22 | 9  | 1 | 12 | 42 | 47 | -5  |
| 9.   | Raudonoji žvaigždė Vilnius | 19 | 22 | 7  | 5 | 10 | 36 | 48 | -12 |
| 10.  | Minija Kretinga            | 14 | 22 | 5  | 4 | 13 | 31 | 48 | -17 |
| 11.  | Sakalas Šiauliai           | 11 | 22 | 3  | 5 | 14 | 22 | 54 | -32 |
| 12.  | Elektra Mažeikiai          | 10 | 22 | 5  | 0 | 17 | 36 | 78 | -42 |

#### Verdetti
- Qualificate al Girone per il titolo: Atletas Kaunas, Granitas Klaipėda, Lima Kaunas e Metalas Vilkaviškis

## Seconda fase

### Girone per il titolo
|                        | Pos. | Squadra                      | Pt | G  | V  | N | P  | GF | GS | DR  |
| ---------------------- | ---- | ---------------------------- | -- | -- | -- | - | -- | -- | -- | --- |
| RSS Lituana (bandiera) | 1.   | Atletas Kaunas               | 44 | 26 | 20 | 4 | 2  | 65 | 19 | +46 |
|                        | 2.   | Granitas Klaipėda            | 40 | 26 | 18 | 4 | 4  | 68 | 27 | +39 |
|                        | 3.   | Inkaras Kaunas               | 38 | 26 | 16 | 6 | 4  | 62 | 23 | +39 |
|                        | 4.   | Cementininkas Naujoji Akmenė | 36 | 26 | 14 | 8 | 4  | 41 | 25 | +16 |
|                        | 5.   | Lima Kaunas                  | 35 | 26 | 16 | 3 | 7  | 57 | 34 | +23 |
|                        | 6.   | Elnias Šiauliai              | 32 | 26 | 12 | 8 | 6  | 53 | 36 | +17 |
|                        | 7.   | Politechnika Kaunas          | 28 | 26 | 12 | 4 | 10 | 55 | 40 | +15 |
|                        | 8.   | Metalas Vilkaviškis          | 28 | 26 | 11 | 6 | 9  | 41 | 42 | -1  |

### Spareggio 9º posto
| Squadra 1            | Totale | Squadra 2         | Andata | Ritorno |
| -------------------- | ------ | ----------------- | ------ | ------- |
| Linų audiniai Plungė | ? - ?  | Maistas Panevėžys | 1 - 0  | ? - ?   |

### Spareggio 11º posto
| Squadra 1       | Totale | Squadra 2      | Andata | Ritorno |
| --------------- | ------ | -------------- | ------ | ------- |
| Audiniai Kaunas | 8 - 2  | Dainava Alytus | 2 - 1  | 6 - 1   |

### Spareggio 13º posto
| Squadra 1         | Totale | Squadra 2    | Andata | Ritorno |
| ----------------- | ------ | ------------ | ------ | ------- |
| Nevėžis Kėdainiai | ? - ?  | Elfa Vilnius | ? - ?  | ? - ?   |

### Spareggio 15º posto
| Squadra 1 | Totale | Squadra 2       | Andata | Ritorno |
| --------- | ------ | --------------- | ------ | ------- |
| Tauras    | ? - ?  | Šešupė Kapsukas | ? - ?  | ? - ?   |

### Spareggio 17º posto
| Squadra 1      | Totale | Squadra 2                  | Andata | Ritorno |
| -------------- | ------ | -------------------------- | ------ | ------- |
| Mastis Telšiai | ? - ?  | Raudonoji žvaigždė Vilnius | ? - ?  | ? - ?   |

### Spareggio 19º posto
| Squadra 1       | Totale | Squadra 2      | Andata | Ritorno |
| --------------- | ------ | -------------- | ------ | ------- |
| Minija Kretinga | ? - ?  | Audra Klaipėda | 2 - 0  | ? - ?   |

### Spareggio 21º posto
| Squadra 1        | Totale | Squadra 2     | Andata | Ritorno |
| ---------------- | ------ | ------------- | ------ | ------- |
| Sakalas Šiauliai | ? - ?  | Aušra Vilnius | 1 - 0  | ? - ?   |

### Spareggio 23º posto
| Squadra 1           | Totale | Squadra 2         | Andata | Ritorno |
| ------------------- | ------ | ----------------- | ------ | ------- |
| Baldininkas Ukmergė | ? - ?  | Elektra Mažeikiai | ? - ?  | ? - ?   |